# Raimondina Ventimiglia
Raimondina Ventimiglia fou la dona de Carles II Tocco. Era filla de Joan, marques de Geraci, i d'Àgata d'Aragona, de la casa dels barons de Caccamo. A la mort del seu marit el 1448 va exercir la regència del seu fill Lleonard III Tocco. Al cap d'un any va perdre Arta davant els otomans i els seus dominis a Acarnània van quedar reduïts a poques ciutats.